# (21846) Wojakowski
(21846) Wojakowski (1999 TT114) – planetoida z grupy pasa głównego asteroid okrążająca Słońce w ciągu 3,73 lat w średniej odległości 2,4 j.a. Odkryta 4 października 1999 roku. Została nazwana dla uczczenia Marii Małgorzaty Wojakowskiej (ur. 1987), której projekt zajął 4. miejsce w 2005 Intel International Science and Engineering Fair. Jest studentką Townsend Harris High School at Queens College, Flushing, New York, USA.